# Рашад Садігов
Рашад Садігов (азерб. Rəşad Əbülfəz oğlu Sadiqov, нар. 8 жовтня 1983, Нахічевань) — азербайджанський футболіст, півзахисник клубу «Габала» і національної збірної Азербайджану.

## Клубна кар'єра
У дорослому футболі дебютував 2003 року виступами за команду клубу МОІК, в якій провів два сезони. 
Своєю грою за цю команду привернув увагу представників тренерського штабу клубу «Нефтчі», до складу якого приєднався 2005 року. Відіграв за бакинську команду наступні три сезони своєї ігрової кар'єри. Більшість часу, проведеного у складі бакінського «Нефтчі», був основним гравцем команди.
Протягом 2008—2012 років захищав кольори команди клубу «Карабах».
2012 року повернувся до клубу «Нефтчі». Цього разу провів у складі його команди два сезони.  Граючи у складі бакінського «Нефтчі» також здебільшого виходив на поле в основному складі команди.
Другу половину 2014 року захищав кольори команди клубу «Хазар-Ланкаран».
На початку 2015 року приєднався до складу клубу «Габала».

## Виступи за збірну
2006 року дебютував в офіційних матчах у складі національної збірної Азербайджану. Наразі провів у формі головної команди країни 17 матчів.

## Титули і досягнення
- Чемпіон Азербайджану (1):

«Нефтчі»: 2012-13
- Володар Кубка Азербайджану (2):

«Нефтчі»: 2012-13, 2013-14
- Переможець Ісламських ігор солідарності: 2017